# 田下聖児
田下 聖児（たした せいじ、1969年 - ）は、オウム真理教の信徒。愛知県出身。

## 人物
田下は、1988年に高校卒業後、名城大学に入学。大学在学中に、幼少期からのアレルギー体質を改善すべく、オウム真理教に入信。1989年に出家し「厚生省」に配属された。その後、山梨県上九一色村にあるサティアンにて、土谷正実、遠藤誠一の指示の下、サリンの製造を手伝った。地下鉄サリン事件では、サリンを製造補助した殺人幇助の罪で、1995年3月31日に逮捕され、東京地方裁判所は、懲役7年の実刑判決を下した。